# I (Kendrick Lamar)
I è un singolo del rapper statunitense Kendrick Lamar, pubblicato nel 2014 ed estratto dal terzo album To Pimp a Butterfly.
Il brano utilizza un campionamento tratto dalla canzone That Lady del gruppo The Isley Brothers.

## Tracce
Download digitale
Testi e musiche di Kendrick Duckworth Marvin Isley, O'Kelly Isley, Ronald Isley, Rudolph Isley, Ernie Isley, Christopher Jasper, Columbus Smith.
1. I (single version) – 3:51
2. I (album version) – 5:36

## Video musicale
Nel video musicale, diretto dal regista francese Alexandre Moors, appaiono George Clinton e Ron Isley (The Isley Brothers). Il video è stato diretto da Alexandre Moors e pubblicato su YouTube il 4 novembre 2014.